# Puchar Słowacji w piłce siatkowej mężczyzn (2010/2011)
Rozgrywki o Puchar Słowacji w piłce siatkowej mężczyzn w sezonie 2010/2011 (Slovenský pohár) zainaugurowane zostały 29 września 2010 roku. Brały w nich udział kluby z Extraligi i 1. ligi.
Rozgrywki składały się z dwóch rund wstępnych, półfinałów i finału. 
Finał rozegrany był 29 stycznia 2011 roku w hali sportowej w Myjavie. 
Zdobywcą Pucharu Słowacji została drużyna VK Chemes Humenné.

## Terminarz
| Runda     | Termin               | Termin               | Liczba meczów |
| Runda     | pierwszy mecz        | ostatni mecz         | Liczba meczów |
| --------- | -------------------- | -------------------- | ------------- |
| 1. runda  | 29 września 2010     | 14 października 2010 | 10            |
| 2. runda  | 26 października 2010 | 11 listopada 2010    | 8             |
| Półfinały | 24 listopada 2010    | 9 grudnia 2010       | 4             |
| Finał     | 29 stycznia 2011     | 29 stycznia 2011     | 1             |

## Drużyny uczestniczące
| Extraliga                 | Extraliga   |
| Zespół                    | Osiągnięcie |
| ------------------------- | ----------- |
| ATC COP Trenčín           | 1. runda    |
| VK Chemes Humenné         | zwycięstwo  |
| VK Ekonóm SPU Nitra       | półfinał    |
| VK Slávia Svidník         | półfinał    |
| Slávia VK PU Mirad Prešov | 2. runda    |
| TJ Spartak Myjava         | 2. runda    |
| VK STU Bratislava         | 1. runda    |
| VKM Stará Ľubovňa         | 1. runda    |
| VKP Bratislava            | finał       |
| VŠK Púchov                | 1. runda    |

| 1. liga (Stred)       | 1. liga (Stred) |
| Zespół                | Osiągnięcie     |
| --------------------- | --------------- |
| MVK Lokomotíva Zvolen | 2. runda        |
| Neografia Martin      | 2. runda        |
| VPH Zwoleń            | 1. runda        |

## 1. runda
Drużyny oznaczone czcionką pogrubioną awansowały do dalszej rundy, a kursywą odpadły z rozgrywek. Po lewej gospodarze pierwszych meczów.
| 29.09.2010 | TJ Spartak Myjava | 3:2 (14:25, 25:19, 18:25, 25:23, 16:14) | VK STU Bratislava |

| 13.10.2010 | TJ Spartak Myjava | 3:2 (25:13, 21:25, 25:19, 23:25, 15:8) | VK STU Bratislava |

| 29.09.2010 | ATC COP Trenčín | 1:3 (23:25, 18:25, 25:23, 22:25) | VK Ekonóm SPU Nitra |

| 14.10.2010 | ATC COP Trenčín | 1:3 (21:25, 25:17, 14:25, 17:25) | VK Ekonóm SPU Nitra |

| 29.09.2010 | VŠK Púchov | 3:0 (25:17, 25:23, 25:19) | Neografia Martin |

| 13.10.2010 | VŠK Púchov | 0:1 (15:25, 24:22) | Neografia Martin |

| 29.09.2010 | VK Slávia Svidník | 3:0 (25:16, 25:22, 25:17) | VKM Stará Ľubovňa |

| 13.10.2010 | VK Slávia Svidník | 3:1 (25:20, 22:25, 25:19, 25:18) | VKM Stará Ľubovňa |

| 30.09.2010 | VPH Zwoleń | 2:3 (28:26, 25:19, 31:33, 19:25, 10:15) | MVK Lokomotíva Zvolen |

| 13.10.2010 | VPH Zwoleń | 3:2 (22:25, 17:25, 29:27, 25:22, 15:10) | Lokomotíva Zwoleń |

## 2. runda
Drużyny oznaczone czcionką pogrubioną awansowały do dalszej rundy, a kursywą odpadły z rozgrywek. Po lewej gospodarze pierwszych meczów.
| 26.10.2010 | Slávia VK PU Mirad Prešov | 0:3 (15:25, 19:25, 14:25) | VK Chemes Humenné |

| 10.11.2010 | Slávia VK PU Mirad Prešov | 0:3 (15:25, 18:25, 16:25) | VK Chemes Humenné |

| 27.10.2010 | TJ Spartak Myjava | 2:3 (22:25, 26:28, 25:16, 25:23, 13:15) | VK Ekonóm SPU Nitra |

| 11.11.2010 | TJ Spartak Myjava | 0:3 (20:25, 18:25, 24:26) | VK Ekonóm SPU Nitra |

| 27.10.2010 | VKP Bratislava | 3:0 (25:18, 25:11, 25:20) | MVK Lokomotíva Zvolen |

| 10.11.2010 | VKP Bratislava | 3:2 (25:18, 25:18, 22:25, 22:25, 15:11) | Lokomotíva Zwoleń |

| 03.11.2010 | Neografia Martin | 1:3 (25:23, 22:25, 14:25, 19:25) | VK Slávia Svidník |

| 10.11.2010 | Neografia Martin | 0:3 (13:25, 19:25, 18:25) | VK Slávia Svidník |

## Półfinały
Drużyny oznaczone czcionką pogrubioną awansowały do dalszej rundy, a kursywą odpadły z rozgrywek. Po lewej gospodarze pierwszych meczów.
| 24.11.2010 | VKP Bratislava | 3:0 (31:29, 27:25, 29:27) | VK Ekonóm SPU Nitra |

| 09.12.2010 | VKP Bratislava | 3:0 (25:22, 25:23, 25:21) | VK Ekonóm SPU Nitra |

| 27.11.2010 | VK Slávia Svidník | 0:3 (22:25, 29:31, 17:25) | VK Chemes Humenné |

| 08.12.2010 | VK Slávia Svidník | 0:3 (17:25, 19:25, 17:25) | VK Chemes Humenné |

## Finał
| 29.01.2011 | VKP Bratislava | 0:3 (16:25, 22:25, 19:25) | VK Chemes Humenné |

## Klasyfikacja końcowa
| Miejsce | Zespół                    |
| ------- | ------------------------- |
| 1       | VK Chemes Humenné         |
| 2       | VKP Bratislava            |
| 3-4     | VK Ekonóm SPU Nitra       |
| 3-4     | VK Slávia Svidník         |
| 5-8     | MVK Lokomotíva Zvolen     |
| 5-8     | Slávia VK PU Mirad Prešov |
| 5-8     | Neografia Martin          |
| 5-8     | TJ Spartak Myjava         |
| 9-13    | ATC COP Trenčín           |
| 9-13    | VK STU Bratislava         |
| 9-13    | VKM Stará Ľubovňa         |
| 9-13    | VPH Zwoleń                |
| 9-13    | VŠK Púchov                |